# ГЕС-ГАЕС Алькева
ГЕС-ГАЕС Алькева (порт. Barragem de Alqueva) — гідроелектростанція на півдні Португалії, споруджена на річці Гвадіана (друга за довжиною на Піренейському півострові, впадає у Кадіську затоку Атлантичного океану).
Основна гребля комплексу Алькева виконана як аркова бетонна конструкція висотою 96 метрів та довжиною 458 метрів, на спорудження якої пішло 687 тис. м3 матеріалу. Вона утримує водосховище із площею поверхні 250 км2 та об'ємом 4150 млн м3 (корисний об'єм 3150 млн м3), з нормальним коливанням рівня між позначками 135 та 152 метри НРМ.
За 23 км нижче по течії звели греблю нижнього резервуару Педрогао. Це гравітаційна споруда з ущільненого котком бетону висотою 43 метри та довжиною 473 метри.
Машинний зал розташований біля підніжжя греблі Алькева. Станцію звели двома чергами у 2004 та 2012 роках, кожна з яких складалась із двох оборотних турбін типу Френсіс потужністю по 129,6 МВт у турбінному та 110 МВт у насосному режимах. Вони працюють при напорі у 72 метри.